# ArmaLite AR-18
Армалайт AR-18 (англ. Armalite AR-18) — американська 5,56-мм автоматична гвинтівка, в ініціативному порядку створена компанією ArmaLite на початку 1960-х років.
У США так і не була прийнята на озброєння, однак послужила прототипом для численних зразків зброї, створених і прийнятих на озброєння в інших країнах.

## Історія
Після відходу з ArmaLite конструктора AR-10 і AR-15 Юджіна Стоунера, компанія почала розробляти нову автоматичну гвинтівку AR-16 під патрон 7,62×51 мм НАТО. Однак незабаром стало остаточно ясно, що патрон 7,62 НАТО поступився місцем як основний боєприпас стрілецької зброї малоімпульсному 5,56×45 мм, так що було вирішено переробити AR-16 під цей патрон.
Під час розробки гвинтівки основний наголос робився на простоту, надійність і низьку собівартість зброї, що надало би можливість виготовляти її у тому числі і в країнах без високотехнологічної збройової промисловості. Наприклад, затворна коробка виготовлялася зі сталі, а не легкого сплаву, як у M16.
Перші зразки нової зброї, яка отримала позначення AR-18, були представлені в 1963 році.
Через рік гвинтівка успішно пройшла полігоні випробування, але Міністерство оборони США надало перевагу гвинтівці AR15/M16, попередній розробці ArmaLite, всі права на яку на той момент вже були придбані великою збройовою фірмою Кольт.
Згодом ArmaLite запропонувала AR-18 на світовому ринку зброї, проте, який на той час вже був поділений між M16 і АК, а також автоматичними гвинтівками FN FAL і HK G3. У результаті ліцензія на виробництво зброї була продана тільки в Японії, компанії HOWA (у 1970 році), а після згортання в 1974 році японського виробництва англійської компанії Sterling, що випускала до 1983 року самозарядні варіанти AR-180 і укорочені AR-18S. Дана зброя настільки ефективно використовувалося ІРА, що отримало прізвисько Вдовороб (англ. Widowmaker).
У 1999 році була розроблена нова цивільна версія AR-180B, випуск якої почався в 2002 році.
AR-18 послужила основою для багатьох зразків стрілецької зброї, наприклад, британської L85/SAR-87, чия конструкція повторює AR-18 за винятком схеми буллпап, сингапурської SAR-80, німецької HK G36 і японської Howa Type 89.

## Опис
Автоматика зброї заснована на відводі порохових газів з каналу ствола. На відміну від «безпоршневих» розробок Стоунера (AR-10, AR-15/M16), AR-18 має більш стандартний пристрій з газовим поршнем, що мають короткий робочий хід. Ствол замикається поворотом затвора, схожим з таким у M16. Прямокутна затворна рама рухається на двох напрямних стрижнях, з поворотними пружинами на кожному. У стінці рами вирізаний фігурний паз, у якому рухається штифт, що обертає затвор. Затвор, затворна рама, напрямні стрижні і поворотні пружини являють собою єдиний модуль, який отримують при розбиранні. Важіль затвора розташований праворуч, жорстко прикріплений до затворної рами і тому рухається при стрільбі. Для зменшення забруднення механізму проріз для важеля затвора закривається підпружиненою кришкою. Передбачена затворна затримка.
Штампована сталева ствольна коробка складається з верхньої та нижньої половинок, що кріпляться один до одного шарніром в передній частині. УСМ куркового типу, трипозиційний запобіжник-перекладач режимів стрільби виконаний за типом M16 і розташований зліва над пістолетною рукояттю. Фурнітура виконана з чорної пластмаси. На відміну від M16, в AR-18 відсутній довгий демпфер відкоту затвора, що дозволило зробити приклад складним (в ліву сторону). Можливе кріплення багнет-ножа, а полум'ягасник пристосований для метання гвинтівкових гранат.
Антабки для ременя знаходяться на пістолетному руків'ї і під стволом.

## Варіанти
- AR-18 — базовий варіант.
- AR-180 — самозарядний карабін.
- AR-18S — з укороченим стволом; до цівки може кріпитися додаткова рукоятка.
- AR-180B — модернізований варіант AR-180B, що випускається з 2002 року. Відрізняється фіксованим прикладом, нижньою частиною ствольної коробки, виконаної литтям із пластмаси цільне з пістолетною рукояткою, і УСМ, запозиченим у сімейства AR-15.